# Sonatas (Valle-Inclán)
Las Sonatas de Valle-Inclán se publican en libro en 1902 (Sonata de otoño), 1903 (Sonata de estío), 1904 (Sonata de primavera) y 1905 (Sonata de invierno). Narran fragmentos de unas memorias ficticias del marqués de Bradomín (inspirado al parecer en el general carlista Carlos Calderón). El personaje, alter ego del propio Valle-Inclán, es descrito como: «feo, católico y sentimental, [...] descreído, cínico y galante como un cardenal del Renacimiento». Es uno de los mejores ejemplos de prosa modernista. Fueron incluidas en la lista de las 100 mejores novelas en español del siglo XX del periódico español «El Mundo». Han sido llevadas al cine desde 1959 en diferentes formatos y adaptando distintos pasajes.

## Argumentos de las obras

### Sonata de otoño
La Sonata de otoño (1902)es la primera aparición del personaje de Bradomín. El marqués está en Galicia donde se le ha pedido que realice una ofrenda al apóstol Santiago en nombre de la reina Margarita. La acción se desarrolla en un pazo donde se está muriendo Concha, una antigua amante.
En la Sonata de otoño, Bradomín comienza citando una carta de Concha que ya hace mucho tiempo ha perdido. La acción comienza al recibir la carta, pero en su transcurso se evocan, en pasados consecutivos, las etapas de la relación amorosa, y también el futuro. Hay que decir que Bradomín suele distanciarse irónicamente de la realidad, idealizando el pasado, enjuiciando sus propios actos o modeándose de actitudes ideales, de prestigio histórico y literario.

### Sonata de estío
La Sonata de estío (1903)se sitúa en México. Es una historia de amor plena, e implica también la historia de Eros y Tánatos. En un viaje a México, el marqués de Bradomín conoce a la ‘niña Chole’, que tiene una relación sexual con su padre, que es bandolero. Esto le atrae y tiene una relación con ella a espaldas del padre.

### Sonata de primavera
La Sonata de primavera (1904) tiene lugar en Italia. El marqués es una persona orgullosa y se nos cuenta un intento de seducción que no logra. Es un ambiente lujoso de un palacio. Tiene que hacer llegar un mensaje del papa, pero la persona a la que se lo tiene que entregar, monseñor Gaetani, se está muriendo. En el palacio se encuentra también la princesa Gaetani, que tiene cinco hijas; la primera, María Rosario, va a entrar en un convento, y el marqués, que se siente atraído por ella, intenta conquistarla. Ella lo toma por el diablo y huye de él. Además de lo divino y lo satánico, también aparecen la muerte y el amor (Eros y Tánatos). No solo la muerte de monseñor Gaetani, sino también la muerte en brazos de María Rosario de su hermana pequeña (María Nieves).

### Sonata de invierno
La Sonata de invierno (1905)está ambientada en la Corte del pretendiente carlista Carlos VII en Estella durante la tercera guerra carlista. El marqués es herido y se recupera en un convento de Navarra. Valle-Inclán nos presenta a un aristócrata católico, elitista, orgulloso y engreído, al que le gusta escandalizar. En el convento le cuida una jovencita a la que él intenta seducir. La madre abadesa se da cuenta y habla con él. Finalmente se revela que es la hija del marqués y aun así continúa seduciéndola.